# Кріста Галоєн
Кріста Галоєн  (англ. Krista Guloien, 20 березня 1980) — канадська веслувальниця, олімпійська медалістка.

## Виступи на Олімпіадах
| Олімпіада   | Дисципліна                     | Місце |
| ----------- | ------------------------------ | ----- |
| Пекін 2008  | четвірка парна                 | 8     |
| Лондон 2012 | вісімка розстібна зі стерновим | 2     |

## Зовнішні посилання
- Досьє на sport.references.com [Архівовано 27 січня 2012 у Wayback Machine.]

1. ↑  Krista Guloien